# Sunette Viljoen
Sunette Viljoen (Johannesburg, 6. listopada 1983.), južnoafrička atletičarka, koja se natječe u bacanju koplja. Osvajačica je dviju brončanih medalja sa Svjetskih prvenstava iz 2011. i 2015. godine. Također je četverostruka afrička prvakinja (2004., 2008., 2010. i 2014. i osvajačica dvaju zlata i srebra na Igrama Commonwealtha. Visoka je 170 centimetra i teška 91 kilogram. 

## Vanjske poveznice
- Sunette Viljoen profil na IAAF-u